# منتخب أوزبكستان لكرة السلة
منتخب أوزبكستان لكرة السلة هو ممثل أوزبكستان الرسمي في المنافسات الدولية في كرة السلة. ينتمي إلى منطقة الاتحاد الآسيوي لكرة السلة. انضم إلى الاتحاد الدولي لكرة السلة في 1992.

## البطولات التي شارك فيها
- بطولة آسيا لكرة السلة